# Auguste Le Provost de Launay
Pour les articles homonymes, voir Le Provost et Launay.
Auguste Pierre Marie Le Provost de Launay, né le 25 janvier 1823 à Saint-Brieuc (Côtes-du-Nord) et mort le 1er avril 1886 à Pommerit-Jaudy (Côtes-du-Nord), est un homme politique français.

## Biographie
Auguste Le Provost de Launay est le fils d'Augustin Claude Le Provost de Launay, maître des requêtes au Conseil d'État, puis préfet, et d'Élise Lenduger de Fortmorel.
Nommé sous-préfet de Largentière (Ardèche), le 10 janvier 1847, il est révoqué le 18 mars de l'année suivante. Pendant la Seconde République, il est conseiller de préfecture de la Charente-Inférieure, puis sous-préfet de Libourne (1849), et du Havre (1851).
Rallié au Second Empire, il occupe différents postes de préfet, dans les Hautes-Alpes (1852), le Tarn-et-Garonne (1855), l'Isère (1856), le Loiret (1859), le Calvados (1861) et la Haute-Garonne (1870). Il est révoqué par le Gouvernement provisoire
En 1874, il est élu député bonapartiste du Calvados lors d'une élection partielle. Battu en 1876, il retrouve son mandat en 1877 après la dissolution. Il ne se représente pas en 1881. Retiré dans les Côtes-du-Nord, il est élu sénateur, lors d'une élection partielle en 1885. Il meurt en poste en 1886. 
Marié à Anne Louise Maximilienne Titon, fille de Jean Baptiste Maximilien César Titon, conseiller à la Cour d'appel de Paris, receveur général de la Charente-Inférieure, et de Cécile Titon, il est le père de Louis Le Provost de Launay, député et sénateur des Côtes-du-Nord.

## Sources
- « Auguste Le Provost de Launay », dans Adolphe Robert et Gaston Cougny, Dictionnaire des parlementaires français, Edgar Bourloton, 1889-1891 [détail de l’édition]
- "Le Provost de Launay", 1823-1886, dans René Bargeton, Pierre Bougard, Bernard Le Clère, Pierre François Pinaud, Les préfets du 11 ventôse an VIII au 4 septembre 1870, Paris, Archives nationales, 1981, p. 194.